# Joseph Kumuondala
Joseph Kumuondala Mbimba (ur. 1941 w Mokombe, zm. 6 marca 2016) – kongijski duchowny katolicki, biskup diecezjalny Bokungu-Ikela 1982–1991 i arcybiskup Mbandaka-Bikoro 1991–2016.

## Życiorys
Święcenia kapłańskie otrzymał 21 września 1969.
29 listopada 1980 papież Jan Paweł II mianował go biskupem pomocniczym Bokungu-Ikela ze stolicą tytularną Simidicca. 7 czerwca 1981 z rąk arcybiskupa Frédérica Etsou-Nzabi-Bamungwabi przyjął sakrę biskupią. 18 marca 1982 objął obowiązki biskupa diecezjalnego w tej samej diecezji. 11 października 1991 powołany na arcybiskupa Mbandaka-Bikoro. Funkcję sprawował aż do swojej śmierci.
Zmarł 6 marca 2016.